# Jolene Marie Rotinsulu
Jolene Marie Cholock Rotinsulu (ur. 15 maja 1996 w Santa Ana) – indonezyjska modelka i aktorka, zdobywczyni tytułu Puteri Indonesia Lingkungan 2019. Reprezentowała Indonezję na Miss International 2019. Jest pochodzenia indonezyjsko-amerykańskiego.

## Życiorys
W swoim rodzinnym kraju zdobyła 2. miejsce podczas Puteri Indonesia 2019, gdzie została mianowana Puteri Indonesia Lingkungan 2019. Reprezentowała Indonezję w konkursie Miss International 2019, odbywającej się w Tokio.
Karierę aktorką rozpoczęła, występując w filmie I Am Hope (2016), którego tematyka była poświęcona walce z rakiem.
Jolene zdobyła tytuł magistra w Institut Agama Kristen Negeri Manado, ze specjalizacji z teologii.
W 2018 roku Jolene została członkiem Oficjalnego paraolimpijskiego komitetu organizacyjnego (INAPGOC) na 2018 Asian Para Games i wiele innych igrzysk paraolimpijskich.

## Filmografia

### Film
| Rok  | Tytuł                        | Gatunek    | Rola          | Produkcja filmu                       |
| 2016 | I Am Hope                    | melodramat | Mia w teatrze | SinemArt                              |
| 2021 | Paradise Garden              | thriller   | Ayunda        | Screenplay Films                      |
| 2022 | Mendua: The World of Married | dramat     | Marsha        | Screenplay Films oraz Disney+ Hotstar |
| 2022 | The Sexy Doctor is Mine      | dramat     | Fenina        | Screenplay Films                      |

### Filmy telewizyjne
| Rok  | Tytuł                                  | Rola           | Sieć       |
| 2010 | Para Pencari Tuhan (Season 4)          | Mary           | SCTV & FOX |
| 2012 | Mengejar Cinta Olga 5 (Story of Olga)  | Maricha (Icha) | RCTI       |
| 2012 | 4 Kembar, 2 Raksasa & Bunda Bidadari   | Bunda Bidadari | Indosiar   |
| 2014 | Oh Ternyata The Series - "Baby Ngepot" | Jolene         | Trans TV   |

## Galerie
|  |  |  |  |  |  |